# Elias Maluco (Drogenhändler)

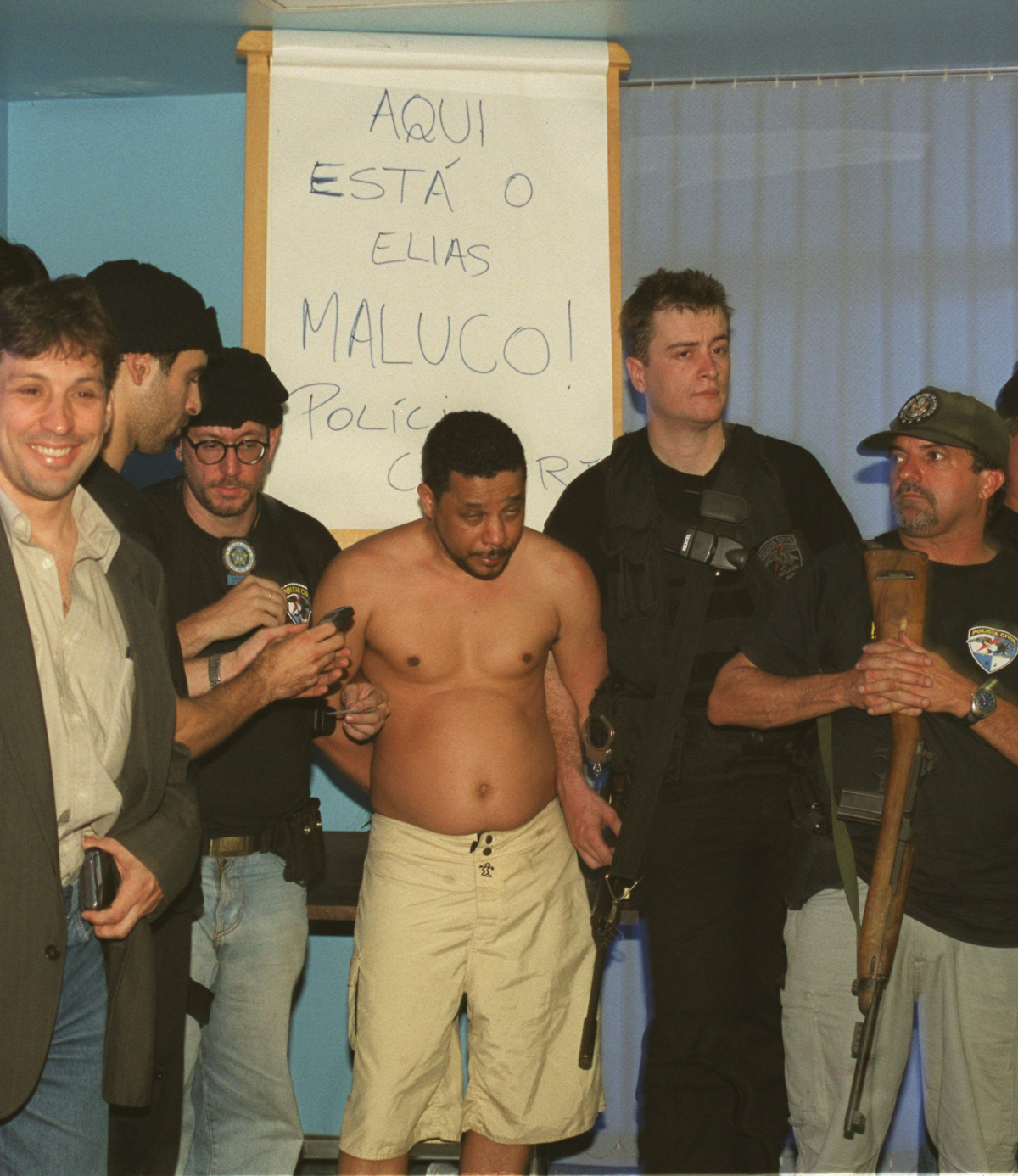
Verhaftung von Elias Maluco durch die Policia Civil

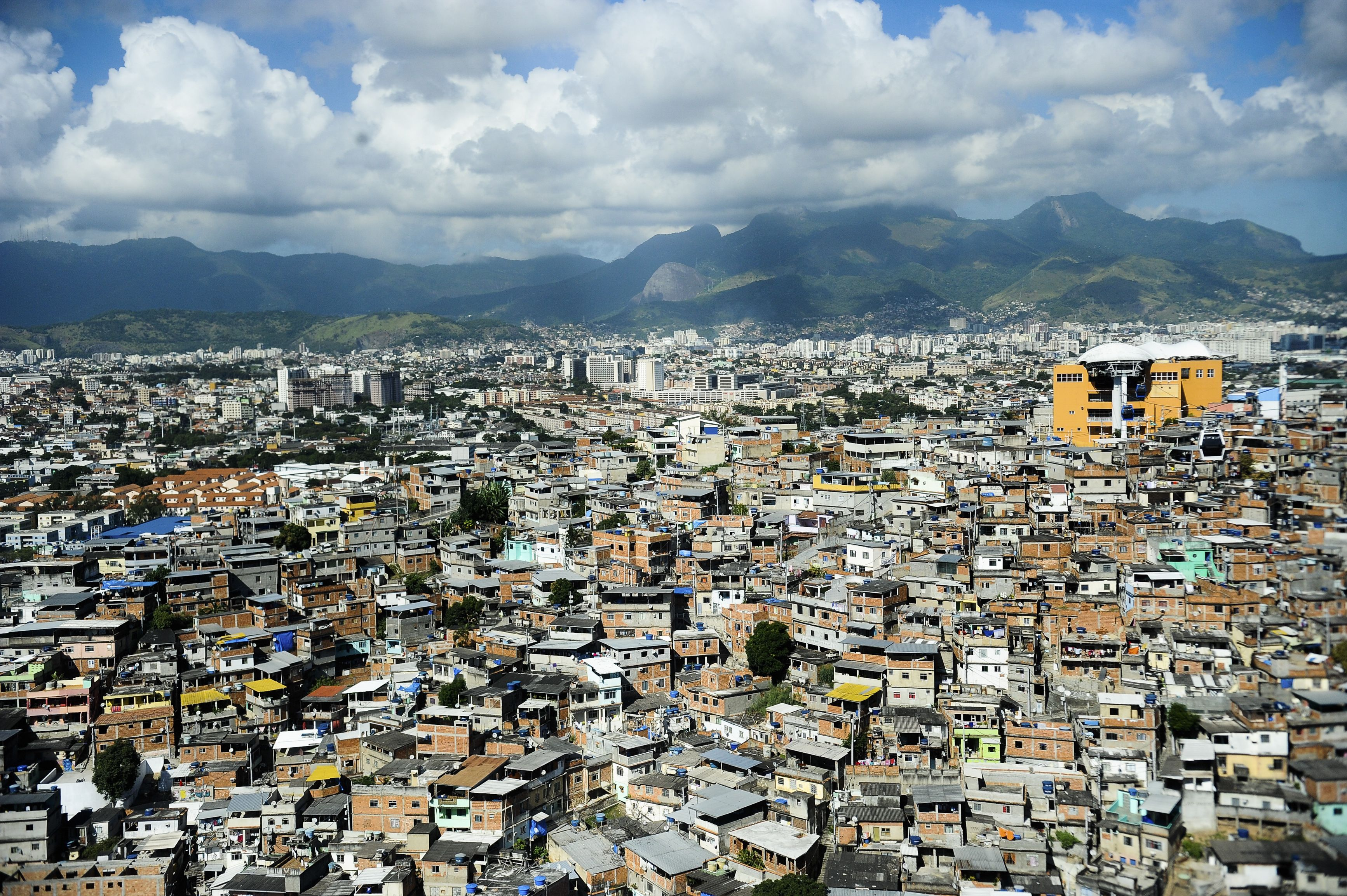
Blick auf den Complexo Alemão

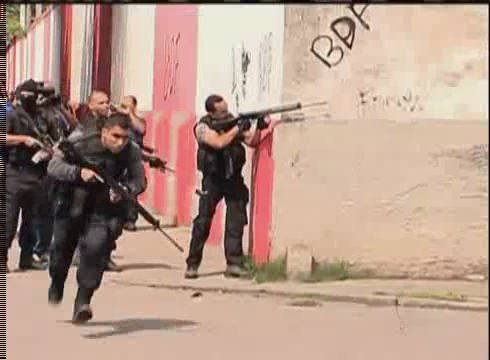
Polizeioperation im Complexo Alemão

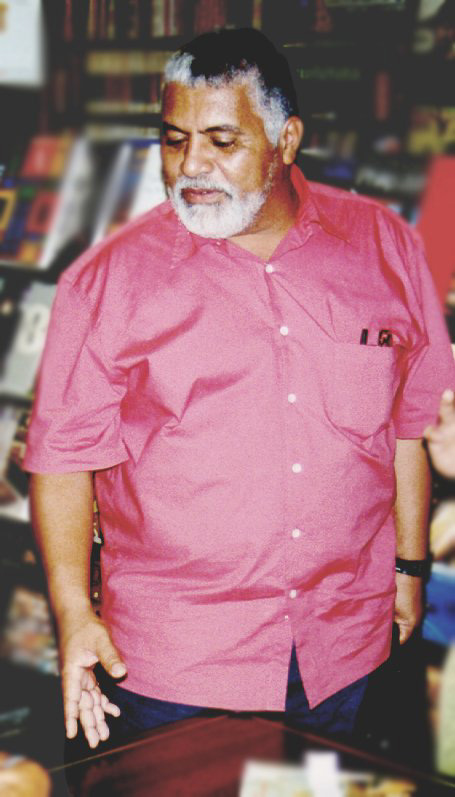
Journalist Tim Lopes

Elias Pereira da Silva alias Elias Maluco (* 23. Mai 1966 in Rio de Janeiro; † 22. September 2020 in Catanduvas, Paraná), auch genannt „O Rei do Tráfico,“ war ein bekannter brasilianischer Drogenhändler und Führungspersönlichkeit des Comando Vermelho. Nach dreimonatiger Menschenjagd nach dem Mord an dem Journalisten Tim Lopes wurde Elias Maluco am 19. September 2002 verhaftet.

## Biographie
In seiner führenden Position in der Organisation des CV beherrschte Elias Maluco den Drogenhandel in dreißig Slums von Rio de Janeiro, wobei die beiden Favelas Complexo do Alemão und Penha als seine wichtigsten Hochburgen angesehen werden konnten. Elias Maluco wurde beschuldigt, mindestens sechzig Menschen getötet zu haben. Die Polizei machte ihn vor allem für die beiden Gewaltwellen verantwortlich, die Rio de Janeiro im Dezember 2006 und November 2010 erschütterten.
Am späten Nachmittag des 22. September 2020 teilte die Strafanstalt Paraná (DEPEN) der Presse mit, dass Elias Maluco in seiner Zelle des Bundesgefängnisses von Catanduvas tot aufgefunden wurde. Sein Körper wies dabei Spuren von Gewaltanwendung auf.

## Ermordung von Tim Lopes
Am 2. Juni 2002 wurde der investigative Journalist Tim Lopes, der zu dieser Zeit über sexuellen Missbrauch von Minderjährigen und Drogenhandel bei Baile Funk-Veranstaltungen in der Favela Vila Cruzeiro im Stadtteil Penha berichtete, von einer Gruppe von Drogendealern unter der Führung von Elias Maluco entführt und in die Favela da Grota im Complexo do Alemão verschleppt, wo er gefoltert und getötet wurde. Elias Maluco hatte herausgefunden, dass Tim Lopes Aufnahmen mit einer Mikrokamera vom offenen Drogenverkauf auf der Straße besessen hatte, was zu seinem Todesurteil geführt hatte.
Später nahm die Polizei Drogenhändler fest, die die Aussage machten, dass Tim Lopes von Elias Maluco persönlich gefoltert wurde. An seinem Körper wurden brennende Zigaretten ausgedrückt. Angeblich soll er von Elias Maluco eigenhändig mit einem Samuraischwert enthauptet worden sein. Sein Leichnam wurde an einem Ort, der von Einheimischen als „Mikrowelle“ bezeichnet wird, in Autoreifen gesteckt und mit Benzin in Brand versetzt. Am 12. Juni 2002 wurden die verkohlten Überreste von Tim Lopes auf einem geheimen Friedhof in der Favela da Grota aufgefunden.
Das Verbrechen an Tim Lopes schaffte große internationale Medienaufmerksamkeit und motivierte Demonstrationen gegen Gewalt und für die Verteidigung der Pressefreiheit in Rio de Janeiro. Brasilien wurde von der Interamerikanischen Pressegesellschaft (IAPA) zu einem gefährlichen Land für Journalisten gebrandmarkt.

## Inhaftierung, Prozess und Haft
Nach dreimonatiger Fahndung unter der Leitung des Sicherheitsgipfels von Rio de Janeiro begann die Polizei am 16. September 2002 die sogenannte „Operation Sufoco“, an der 500 Polizisten teilnahmen und die sich auf den Complexo do Alemão konzentrierte, um Elias Maluco habhaft zu werden. Nach 50 Stunden Belagerung durch die Polizei wurde er schließlich am 19. September 2002 in der Favela da Grota gefangen genommen und widersetzte sich der Verhaftung nicht. Folgendes Zitat zum Zeitpunkt seiner Verhaftung wurde ihm zugeschrieben: „Ich habe verloren, Chef. Aber bitte schnitzen Sie mich nicht.“
Das Verfahren gegen Elias Maluco, an dem der Sänger Belo beteiligt war, begann im Dezember 2002, und er wurde wegen Verbrechen des Menschenhandels und der Mitgliedschaft in einer Vereinigung für Drogenhandel zu 13 Jahren Gefängnis verurteilt. Am 10. November 2003 wurde er vom XXIII. Strafgerichtshof von Rio de Janeiro wegen desselben Verbrechens im Rahmen eines anderen Verfahrens zu 18 Jahren Gefängnis verurteilt, und außerdem wurde er am 25. Mai 2005 zu 28,5 Jahren Haft verurteilt. Dabei wurde auch die Straftat des vorsätzlichen Mordes an Tim Lopes berücksichtigt.
Elias Maluco war seit seiner Verhaftung bis zum 4. Januar 2007 im Gefängniskomplex Bangu I inhaftiert, als er zusammen mit elf anderen Führern der kriminellen Fraktio Comando Vermelho (CV) in das Bundesgefängnis von Catanduvas, im Bundesstaat Paraná, verlegt wurde. Elias Maluco wurde beschuldigt, das Verbrennen von Bussen und Angriffe auf Polizeistationen und Posten der Militärpolizei geplant zu haben, die am 28. Dezember 2006 in Rio de Janeiro stattfanden und insgesamt zum Tod von neunzehn Menschen führten.
Nach dem Beginn einer neuen Gewaltwelle in Rio de Janeiro am 21. November 2010 wurden Elias Maluco und Marcinho VP, die nach Angaben des Polizei-Geheimdienstes die Angriffe angeordnet hatten, am 25. November 2010 in die Strafanstalt in Porto Velho, Rondônia, gebracht. Am 18. August 2011 wurde Elias Maluco jedoch erneut in das Bundesgefängnis von Campo Grande, Mato Grosso do Sul, verlegt. Für seine Prozesse soll er insgesamt 42 Anwälte beschäftigt haben.

## Tod
Am 22. September 2020 wurde Elias Maluco tot in seiner Zelle im Bundesgefängnis von Catanduvas aufgefunden. In der Sterbeurkunde wird mechanisches Ersticken durch Aufhängen als Todesursache genannt. Elias Maluco hinterlässt einen Sohn, Diego Pereira da Silva, alias „Maluquinho“ (* 2. April 1985).